# UCI Women's World Tour 2017
UCI Women's World Tour 2017 var den anden udgave af UCI Women's World Tour.
For 2017-sæsonen bestod kalenderen af 21 cykelløb, hvilket var fire flere i forhold til 2016. To endagsløb, Amstel Gold Race og Liège-Bastogne-Liège, var blevet tilføjet kalenderen sammen med Ladies Tour of Norway og Holland Ladies Tour. Alle løb fra 2016 var med i 2017-kalenderen.

## Løb
| Løb ()                                      | Dato                    | Vinder                                        | Toer                                           | Treer                                                                                    | Førende rytter                             |
| ------------------------------------------- | ----------------------- | --------------------------------------------- | ---------------------------------------------- | ---------------------------------------------------------------------------------------- | ------------------------------------------ |
| Strade Bianche                              | 4. marts                | Elisa Longo Borghini (ITA) Wiggle High5       | Katarzyna Niewiadoma (POL) WM3 Pro Cycling     | Lizzie Deignan (GBR) Boels-Dolmans                                                       | Elisa Longo Borghini (ITA) Wiggle High5    |
| Ronde van Drenthe                           | 11. marts               | Amalie Dideriksen (DEN) Boels-Dolmans         | Elena Cecchini (ITA) Canyon-SRAM               | Lucinda Brand (NED) Team Sunweb                                                          | Elisa Longo Borghini (ITA) Wiggle High5    |
| Trofeo Alfredo Binda-Comune di Cittiglio    | 19. marts               | Coryn Rivera (USA) Team Sunweb                | Arlenis Sierra (CUB) Astana                    | Cecilie Uttrup Ludwig (DEN) Cervélo-Bigla Pro Cycling                                    | Elisa Longo Borghini (ITA) Wiggle High5    |
| Gent-Wevelgem                               | 26. marts               | Lotta Lepistö (FIN) Cervélo-Bigla Pro Cycling | Jolien D'Hoore (BEL) Wiggle High5              | Coryn Rivera (USA) Team Sunweb                                                           | Elisa Longo Borghini (ITA) Wiggle High5    |
| Flandern Rundt                              | 2. april                | Coryn Rivera (USA) Team Sunweb                | Gracie Elvin (AUS) Orica-Scott                 | Chantal Blaak (NED) Boels-Dolmans                                                        | Coryn Rivera (USA) Team Sunweb             |
| Amstel Gold Race                            | 16. april               | Anna van der Breggen (NED) Boels-Dolmans      | Lizzie Deignan (GBR) Boels-Dolmans             | Katarzyna Niewiadoma (POL) (WM3 Pro Cycling) og Annemiek van Vleuten (NED) (Orica-Scott) | Coryn Rivera (USA) Team Sunweb             |
| La Flèche Wallonne Féminine                 | 19. april               | Anna van der Breggen (NED) Boels-Dolmans      | Lizzie Deignan (GBR) Boels-Dolmans             | Katarzyna Niewiadoma (POL) WM3 Pro Cycling                                               | Coryn Rivera (USA) Team Sunweb             |
| Liège-Bastogne-Liège                        | 23. april               | Anna van der Breggen (NED) Boels-Dolmans      | Lizzie Deignan (GBR) Boels-Dolmans             | Katarzyna Niewiadoma (POL) WM3 Pro Cycling                                               | Annemiek van Vleuten (NED) Orica-Scott     |
| Tour of Chongming Island                    | 5–7. maj                | Jolien D'Hoore (BEL) Wiggle High5             | Kirsten Wild (NED) Cylance Pro Cycling         | Chloe Hosking (AUS) Alé-Cipollini                                                        | Annemiek van Vleuten (NED) Orica-Scott     |
| Tour of California                          | 11–14. maj              | Anna van der Breggen (NED) Boels-Dolmans      | Katie Hall (USA) UnitedHealthcare Women's Team | Arlenis Sierra (CUB) Astana                                                              | Anna van der Breggen (NED) Boels-Dolmans   |
| The Women's Tour                            | 7–11. juni              | Katarzyna Niewiadoma (POL) WM3 Pro Cycling    | Christine Majerus (LUX) Boels-Dolmans          | Hannah Barnes (GBR) Canyon-SRAM                                                          | Katarzyna Niewiadoma (POL) WM3 Pro Cycling |
| Giro Rosa                                   | 30. juni–9. juli        | Anna van der Breggen (NED) Boels-Dolmans      | Elisa Longo Borghini (ITA) Wiggle High5        | Annemiek van Vleuten (NED) Orica-Scott                                                   | Anna van der Breggen (NED) Boels-Dolmans   |
| La course by Le Tour de France              | 20. juli                | Annemiek van Vleuten (NED) Orica-Scott        | Lizzie Deignan (GBR) Boels-Dolmans             | Elisa Longo Borghini (ITA) Wiggle High5                                                  | Anna van der Breggen (NED) Boels-Dolmans   |
| RideLondon Classique                        | 29. juli                | Coryn Rivera (USA) Team Sunweb                | Lotta Lepistö (FIN) Cervélo-Bigla Pro Cycling  | Lisa Brennauer (GER) Canyon-SRAM                                                         | Anna van der Breggen (NED) Boels-Dolmans   |
| Crescent Vårgårda UCI Women's WorldTour TTT | 11. august              | Boels-Dolmans (NED)                           | Cervélo-Bigla Pro Cycling (GER)                | Canyon-SRAM (GER)                                                                        | Anna van der Breggen (NED) Boels-Dolmans   |
| Crescent Vårgårda UCI Women's WorldTour     | 13. august              | Lotta Lepistö (FIN) Cervélo-Bigla Pro Cycling | Marianne Vos (NED) WM3 Pro Cycling             | Leah Kirchmann (CAN) Team Sunweb                                                         | Anna van der Breggen (NED) Boels-Dolmans   |
| Ladies Tour of Norway                       | 17–20. august           | Marianne Vos (NED) WM3 Pro Cycling            | Megan Guarnier (USA) Boels-Dolmans             | Ellen van Dijk (NED) Team Sunweb                                                         | Anna van der Breggen (NED) Boels-Dolmans   |
| GP de Plouay-Bretagne                       | 26. august              | Lizzie Deignan (GBR) Boels-Dolmans            | Pauline Ferrand-Prévot (FRA) Canyon-SRAM       | Sarah Roy (AUS) Orica-Scott                                                              | Anna van der Breggen (NED) Boels-Dolmans   |
| Boels Ladies Tour                           | 29. august–3. september | Annemiek van Vleuten (NED) Orica-Scott        | Anna van der Breggen (NED) Boels-Dolmans       | Ellen van Dijk (NED) Team Sunweb                                                         | Anna van der Breggen (NED) Boels-Dolmans   |
| La Madrid Challenge by La Vuelta            | 10. september           | Jolien D'Hoore (BEL) Wiggle High5             | Coryn Rivera (USA) Team Sunweb                 | Roxane Fournier (FRA) FDJ-Nouvelle Aquitaine-Futuroscope                                 | Anna van der Breggen (NED) Boels-Dolmans   |
| Kilde:                                      |                         |                                               |                                                |                                                                                          |                                            |

## Placeringer
| Individuelle placeringer () | Individuelle placeringer () | Individuelle placeringer ()        | Individuelle placeringer () |
| Nr.                         | Navn                        | Hold                               | Point                       |
| --------------------------- | --------------------------- | ---------------------------------- | --------------------------- |
| 1                           | Anna van der Breggen (NED)  | Boels-Dolmans                      | 1016                        |
| 2                           | Annemiek van Vleuten (NED)  | Orica-Scott                        | 989                         |
| 3                           | Katarzyna Niewiadoma (POL)  | WM3 Pro Cycling                    | 856                         |
| 4                           | Coryn Rivera (USA)          | Team Sunweb                        | 803                         |
| 5                           | Elisa Longo Borghini (ITA)  | Wiggle High5                       | 630                         |
| 6                           | Jolien D'Hoore (BEL)        | Wiggle High5                       | 626                         |
| 7                           | Lizzie Deignan (GBR)        | Boels-Dolmans                      | 623                         |
| 8                           | Ellen van Dijk (NED)        | Team Sunweb                        | 614                         |
| 9                           | Lotta Lepistö (FIN)         | Cervélo-Bigla Pro Cycling          | 518                         |
| 10                          | Chloe Hosking (AUS)         | Alé-Cipollini                      | 457                         |
| 11                          | Marianne Vos (NED)          | WM3 Pro Cycling                    | 452                         |
| 12                          | Megan Guarnier (USA)        | Boels-Dolmans                      | 429                         |
| 13                          | Elena Cecchini (ITA)        | Canyon-SRAM                        | 427                         |
| 14                          | Chantal Blaak (NED)         | Boels-Dolmans                      | 373                         |
| 15                          | Kirsten Wild (NED)          | Cylance Pro Cycling                | 347                         |
| 16                          | Arlenis Sierra (CUB)        | Astana                             | 334                         |
| 17                          | Lisa Brennauer (GER)        | Canyon-SRAM                        | 321                         |
| 18                          | Christine Majerus (LUX)     | Boels-Dolmans                      | 320                         |
| 19                          | Shara Gillow (AUS)          | FDJ-Nouvelle Aquitaine-Futuroscope | 320                         |
| 20                          | Ashleigh Moolman (RSA)      | Cervélo-Bigla Pro Cycling          | 303                         |
| 202 ryttere scorede point   |                             |                                    |                             |
| Kilde:                      |                             |                                    |                             |